# Золотая обезьяна (почтовая марка)
Золотая обезьяна (кит. 和金猴), также известная как Марка с обезьяной (кит. 猴票) и Обезьяна Гэншэнь (кит. 庚申猴) — почтовая марка, выпущенная в 1980 году (в год обезьяны) в КНР.

## Описание
Тираж марки, выпущенной 15 февраля 1980 года, составил 5 миллионов экземпляров. Номинал — 8 фыней.
Номер марки — T46 (Mi #1594).
Размер 26 × 31 мм; зубцовка 11½. В листе 80 марок (8 × 10).
На марке на красном фоне изображена чёрная обезьяна.

## История
В 1979 году к художнику Хуан Юнъюю обратился главный дизайнер Государственного почтового управления КНР Шао Болинь (кит. 邵柏林) с предложением нарисовать обезьяну. У Хуан Юнъюя незадолго до того умерла домашняя обезьянка, и он согласился помочь. Гравёром выступил скульптор Цзян Вэйцзе (кит. 姜偉杰). В результате была создана первая в КНР почтовая марка с изображением обезьяны. Выпущена марка была в год золотой обезьяны, откуда пошло одно из её распространённых названий.

## Стоимость
При тираже в 5 миллионов экземпляров «Золотая обезьяна» не является редкой маркой, однако марок высокого качества сохранности осталось не так много, и высок спрос на марки по теме китайского зодиака, в связи с этим стоимость первой марки КНР на тему зодиака выросла в отдельных случаях до 100 тысяч раз и выше.
Так эта марка номиналом в 8 фыней на аукционе редких марок в Сучжоу в 2011 году в единичном экземпляре ушла за 10 тысяч юаней, а полный лист из 80 марок — за 1,2 миллиона юаней.

## Подделки
Большая часть дорогостоящих марок была выпущена довольно давно, и с момента их выпуска изменились состав бумаги и красок, поэтому определить подделки таких марок довольно просто. С «Золотой обезьяной» ситуация сложнее, поскольку и бумага, и чернила, которые использовались при её печати, до сих пор доступны; даже специалисты подчас с трудом определяют подделку. Тем не менее, наличие подделок не мешает росту цен на «Золотую обезьяну».